# Essie Davis
Essie Davis (Hobart,  19 januari 1970) is een Australische actrice. Ze is bekend van haar rol in Miss Fisher's Murder Mysteries.

## Biografie
Essie Davis is geboren en getogen in Tasmanië als dochter van de plaatselijk bekende kunstenaar George Davis.
Eind jaren 1980 was Davis lid van het theatergezelschap Old Nick Company aan de Universiteit van Tasmanië en voltooide haar acteeropleiding aan het National Institute of Dramatic Art (NIDA) in Sydney.
In 2001 speelde ze in de komedie The Importance of Being Earnest van Oscar Wilde in Londen.
Davis is getrouwd met regisseur Justin Kurzel. Het huwelijk resulteerde in tweelingdochters.
- Biblioteca Nacional de España: XX4806983
- Bibliothèque nationale de France: cb14169523b (data)
- Gemeinsame Normdatei: 1077796315
- International Standard Name Identifier: 0000 0004 2339 9560
- Library of Congress Control Number: no2005009555
- MusicBrainz: 36a8d3af-a3a8-4e6e-8e2c-1b03e4a9850e
- Nationale Bibliotheek van Tsjechië: xx0150523
- Nationale bibliotheek van Australië: 68381303
- Nationale Bibliotheek van Israël: 987007315744005171
- Nationale Bibliotheek van Polen: a1000000868040
- Nederlandse Thesaurus van Auteursnamen: 300359101
- SNAC: w67j7b1r
- Système universitaire de documentation: 172551501
- Trove: 1673260
- Virtual International Authority File: 250218377
- WorldCat: E39PBJhRFYgX9yyBVqgxffdRKd